# Бардача (језеро)
Барски резерват Бардача је до 2012. године био комплекс од 11 језера смјештених између ријека Саве и Врбаса. Данас су језера девастирана и вјештачки исушена, тако да су остала само три језера.
Налази се сјевероисточно од Бање Луке, у Бардачи, општини Србац (Република Српска и БиХ). Најпознатија и највећа од ових језера су била: Превлака, Сињак, Велики и Мали Дајковац, Рактовац, Нецик, Луг и Дуго поље један и два. Обим језера је: 16,5 km
Комплекс укључује рибњаке, наплављене површине, шуме, обрађено земљиште и настањене површине.
Бардача је проглашена „Рамсарским мјестом“, односно уврштена је на свјетску листу заштићених мочварних подручја. Након исушивања језера, Бардача је изгубила карактеристике због којих је добила статус резервата природе.
На Бардачи се одржава најстарија ликовна колонија у БиХ: Ликовно-еколошка колонија Бардача.

## Језера
Уз набројана језера, постоји пар мањих језера, то су: језеро код базена Бардача, Мутића Стублаја, Језера код ресторана 2М, Мријестилиште "Ладице". Укупна величина свих језера је 732 хектара.
Данас су остала само три језера: Ракитовац, Сињак и Мали Дајковац. Остала су исушена од стране компаније Агроимпекс и претворене у оранице.
| Језера          |         | површина   |
| --------------- | ------- | ---------- |
| Превлака        | исушено | око 160 ha |
| Луг             | исушено | 72 ha      |
| Ракитовац       |         | око 80 ha  |
| Сињак           |         | око 60 ha  |
| Нецик           | исушено | око 40 ha  |
| Мали Дајковац   |         | око 15 ha  |
| Брзајски        | исушено | око 10 ha  |
| Велики Дајковац | исушено | око 20 ha  |
| Дуго Поље 1     | исушено | 128 ha     |
| Дуго Поље 2     | исушено | 110 ha     |
| Велика Стублаја | исушено | -          |

## Екосистем
У овом мочварном региону регистровано је 280 биљних врста, 178 врста птица и 26 врста риба.

## Географија
Бардача се налази на сјеверу Републике Српске. Уз десну обалу Саве и лијеву обалу рјеке Врбас. Заузима сјевероисточни дио Лијевча поља. Административно припада општини Србац и Бањалучкој регији. Тачан географски положај Бардаче је 45"08" сјеверне географске ширине и 17"25" источне гео. дужине. Надморска висина је око 100 м. Бардачу окружују и 3 ријечице:Матура, Стублаја и Брзаја, ове три рјечице су кратког тока и нису пловне, али су служиле као снадбјевачи воде у бардачка језера.

##### Саобраћајна повезаност
Од сједишта општине удаљена је 16 km, док од већих градова Градишка 25 km, Лакташи 30 km, Бања Лука 45 km. Саобраћајно је повезана магистралним путем Србац-Лакташи, локалним Бардача-Долина-Градишка (15 km). На 20 km од Бардаче пролази и најфреквентнији магистрални пут у БиХ Бања Лука-Градишка, као и истоимени ауто пут. Аеродром Маховљани су удаљени око 35 km.

## Историја
Насеље је основано на простору шуме Јовача око 1901. у вријеме изградње савског насипа и рибњака. Најзначајнија особа за брз развој био је Пољски привредник Артур и Виктор Бурда порјеклом из Галиције. Виктор је био познати стручњак у развоју рибарства. У овом периоду кад породица Бурда од земаљске владе у Сарајеву добија право на рибњаке, Бардача почиње да се развија. На простор данашњег насеља долази до насељавања Срба, који махом долазе из локалних мјеста (Бајинци, Орубица, Гај...), али и из ширих простора српских земаља. Становници тада налазе прашуму која се звала Јовача, која недуго затим бјеше искрчена и одвезена у Беч.
У то вријеме је припадала Градишком котару, затим општини Разбој са сједиштем у Гламочанима.од 1945. Бардача је под управом општине Србац. Назив "Бардача" је настао од ријечи "Бара“.

## Становништво
Простор Бардаче и њено окружење је веома погодно за насељавање. Саобраћајни положај, климатски услови, плодоно земљиште, богаство шумом, водом и пашњацима омогућили су насељавање тог простора.
Препреке су биле:"мочваре","периодичне поплаве" и "неискрчене шуме“. Најстарији становници Бардаче били су племена:Осеријати, Мезеји, Јаподи, Бреуци, Клети, Римљани и Словени. Према званичним статистичким подацима из 1991. у Бардачи је живјело 269 становника, на насељеној површини од 7,83 кm². Број становника се у периоду од 1991. до 2003. смањио за 8,3%.
Број рођених се смањује, док се умрлих повећава, тај тренд је од 1966. Просјечан број чланова породице је 3.0. Полна структура је повољна 49,2% мушкараца, напрема 49,8% жена.
Образовни систем на подручју Бардаче има дугу традицију. Највише становника завршило је само основну школу(43,7%), затим средњу, вишу и високу(3,2%).
Становништво се претежно бави пољопривредом и сточарством, мали број воћарством и перадарством. Неки су запослени у локалној управи, јавним и приватним предузећима, као и у Рибњаку Бардача. 99% становништа је православне вјероисповјести.
| Демографија | Демографија | Демографија |
| Година      | Становника  | Становника  |
| ----------- | ----------- | ----------- |
| 1910.       | 60          |             |
| 1948.       | 265         |             |
| 1953.       | 298         |             |
| 1961.       | 234         |             |
| 1971.       | 263         |             |
| 1981.       | 262         |             |
| 1991.       | 269         |             |
| 1993.       | 250         |             |

### Презимена
Најчешћа српска презимена у Бардачи су: Марић, Урић, Бабић, Милијашевић, Томаш, Бувач, Пјанић, Кукољ, Савандић, Мајданац, Ждрал, Секулић, Митраковић, Босанчић, Думонић, Јеринић, Прелић, Јакшић, Липовац, Лончар, Максимовић, Тадић, Шушњара, Грубешић, Кајиш, Јешић, Рађеновић, Лошић.
Презимена која више не постоје у Бардачи: Мутић, Сладојевић, Павловић, Лајић, Бурда, Фоит, Пеција.
ЗНАМЕНИТИ БАРДАЧАНИ
• Артур Бурда, рибарски стручњак, почасни конзул Пољске у Краљевини Југославији;
• Ненад Урић, историчар, Историјски институт Београд;
• Владо Марић, замјеник жупана у општини Изола (Словенија).

## Култура и традиција Бардаче
Куће првих досељеника у Бардачу су углавном биле грађене на стубовима ради заштите од воде. Зидна основа је била од тесаног дрвета, зидови од непечене цигле. Много касније почело је грађење кућа од опеке. У другој половини 20 в.почињу се градити куће на спрат.
Намјештај у кућама је био углавном ручно израђиван.
Кућа у Бардачи у односу на друге објекте има централно мјесто. Обично је окренута према путу. За ограду се користило коље и плетена трска или шибље. Док се сад користе металне и пилане дрвене тарабе. Воду за пиће први досељеници су користили са рјечице Матуре и Стублаје, а затим из бунарева. Први бунар је ископан ког управне зграде рибњака око 1905.
Заједнички пашњак за стоку називан Утвај се налазио на западном дјелу Бардаче.1960.је претворен у језеро Луг.
Гробље се налази на источном дјелу села. Уз обалу рјечице Брзаје. Ово мјесто представља једино "брежуљкасто" подручје које се истиче међу равницом. У њему се налази новосаграђени храм Васкрсења Лазаревог. Овај храм је изграђен средином 2009. Саграђен је средствима приложника и кума Марка Бабића из Гламочана у рекордном року(за мање од 7 мјесеци) освећен је 27. јуна 2010.
Сеоска светковина у Бардачи се обиљежава 2 недеље по св. Илији. То је дан када мјештани долазе на гробље, пале свијеће и преливају гробове својих најмилијих. У храму се држи света литургија. После завршеног обреда родбина и пријатељи одлазе кућама домаћина и славље се настави читав дан.
Језик Бардачана је српски. У његовој основи је новоштокавски дијалекат са ијекавским нарјечјем. Користи се подједнако и ћирилично и латинично писмо.
Према традиционалном фолклору Бардача припада крајишком изразу. Њихов натпјев је веома сличан пјевању Срба у Крајини.
| „ | Ој Бардачо село покрај воде, у теби су цуре ко јагоде | ” |

Ношња у прошлости је била прелазног карактера. Од ношње правих Посаваца, до ношње Лијевча поља. Традиционална ношња је била у употреби све до 2 св.рата.
Очување традиције бардачани су предали Културно-умјетничком друштву "Младост" из Разбоја, који изводе игре из Лијевча у традиционалној Лијевчанској ношњи.

## Биљни и животињски свијет
Бардача је најпознатија по својим природним богаствима који поред 11 језера подразумјевају и биљни и животињски свијет. Бујна вегетација је омогућила склониште бројним врстама птица која припадају веома ријетким и аутохтоним врстама. Бардачки простор је богат и рибљим фондом, дивљачима, воденом и шумском вегетцијом.

### Птице Бардаче
На бардачком простору гнијезде се велики број птица, неке су сталне, неке миграционе. Утицај на гњежђење има вегетација цијелог комплекса Бардаче. Овај комплекс обезбјеђује гњежђење, зимовање, исхрану те заклон од предатора.
Географски положај, различити еколошки услови, географско-пеолошке карактеристике и водени режим на овом комплексу стварају раскрсницу путева многим врстама птица. Птице се током сеоба са сјевера на југ и обрнуто овде привремено или стално задржавају, гнијезде и дају веће богаство разноврсности оринтофауне Бардаче и БиХ.
На комплексу Бардаче је регистровано 178 врста птица. Такође је локалитет гдје се одређени број гнијезди само на овој локацији.
- Црни ибис
- Бијела рода
- Рода Кашикара
- Патка њорка
- Ждрал
- Обични галеб
- Ражаљ туркоч
- Чигра-обична и бјелобрада
- Плазица вуга
- Чапља дангуба
- Бијела чапља
- Жута чапља
- Мала бела чапља
- Сива чапља
- Гак квакавац
- Јастреб кокошар
- Обични мишар
- Ћук
- Мала Ушара

### Рибе
У Бардачи је откривено 26 врста рибе.3 врсте преовладавају у масовној производњи. То су:Шаран, Сиви тостолобик и Амур. Мање су заступљени:Сом, Смуђи Штука. Осталих 20 врста је евидентирано у околним ријекама и ободним каналима који представљају природна станишта рибље фауне овог воденог екосистема.
- Бодорка
- Плотица
- Клен
- Јез
- Лињак
- Шкобаљ
- Мрена
- Уклија
- Крупатица
- Деверика
- Буцов
- Шљивар
- Бабушка
- Шаран
- Бијели тостолобик
- Амур
- Сом
- Гргеч
- Смуђ
- Мали вретенац
- Шарени балавац
- Обични балавац
- Сунчаница (риба)
- Терпан